# Culicoides edeni
Culicoides edeni is een muggensoort uit de familie van de knutten (Ceratopogonidae). De wetenschappelijke naam van de soort is voor het eerst geldig gepubliceerd in 1974 door Wirth and Blanton.